# 安政町 (熊本市)
安政町（あんせいまち）は熊本県熊本市中央区の町名。郵便番号は860-0801。人口は73人、世帯数は51世帯（2024年8月1日現在）。丁目を持たない単独町名である。住居表示は全域で実施済み。

## 地理
熊本市中央部に位置し、東側にそって白川が流れている。南で中央街、東側で白川を挟んで九品寺、北側で手取本町、西側で下通と隣接している。また、当地は通りが多くあり、南北で歩町通り、駕町通りが、東西で安政町通り、三年坂通り、りんどう通り、武蔵小路が通っている。

### 河川
- 白川

### 橋梁
- 安巳橋

## 歴史
下通町、手取本町、相撲町、駕町、水道町、千反町、昇町、声取坂町、歩町（かちちょう）の各一部と、安巳橋通町の全域が安政町となった。
1925年（大正14年）に千徳百貨店が開店したことにより上通に次ぐ賑わいを見せたが、空襲によるデパートの消失や、下通や手取本町筋に大型デパートが開店したことに伴い、商店街としての賑わいは下通り商店街へと移っていった。しかし、平成以降になると、カリーノ下通の開店などによって再び活気を帯びてきている。

### 沿革
- 1965年（昭和40年）4月1日 - 下通町、手取本町、相撲町、駕町、水道町、千反町、昇町、声取坂町、歩町の各一部と、安巳橋通町の全域が安政町となった。
- 2012年（平成24年）4月1日 - 熊本市が政令指定都市に移行した事に伴い、所属が熊本市中央区になる。

## 世帯数と人口
令和6年（2024年）8月1日現在の世帯数と人口は以下の通りである。
| 丁目   | 世帯数 | 人口 |
| ------ | ------ | ---- |
| 安政町 | 51世帯 | 73人 |

## 小・中学校の学区
市立小・中学校に通う場合、学区は以下の通りとなる。
| 番地 | 小学校             | 中学校             |
| ---- | ------------------ | ------------------ |
| 全域 | 熊本市立城東小学校 | 熊本市立藤園中学校 |

## 交通

### 道路
- 国道3号

### 鉄道
当地には鉄道は通っていない。鉄道を利用する場合の最寄り駅は熊本市交通局水道町停留場となる。

### バス
当地にはバス路線は通っていない。

## 施設
- 小泉八雲熊本旧居
- 蓮政寺
- 蓮政寺公園